# Erre

Erre este o comună în departamentul Nord, Franța. În anul 2009 avea o populație de 1,424 de locuitori.